# Ala al-Din Imad Xa
Ala al-Din Imad Shah (? - 1530) fou el segon sultà imadxàhida de Berar. Va succeir el 1510 al seu pare Fath Allah Imad al-Mulk.
Abans de pujar al tron ja havia estat governador delegat de Berar vers 1482 - 1483 mentre el seu pare exercia com a visir a Bidar. Va agafar el títol de xa (Imad Shah) seguint el que havien fet Malik Ahmad Bahri Nizam Shah (fill de l'antic visir bahmànida Nizam al-Mulk) a Ahmednagar, i Yússuf Adil Khan (ara Adil Shash) a Bijapur. Va establir la seva capital a Kavel.
El 1505 Ami Ali Barid, fill de Kasim Barid, regent de Bidar, que controlava totalment al sultà bahmànida de Bidar Mahmud Shah Bahmani, es va aliar a Malik Ahmad Bahri Nizam Shah i va envair Bijapur, considerat estat enemic per pertànyer a la tendència xiïta, posició minoritària al Dècan. Però l'atacat va resistir amb èxit i els dos atacants van haver de demanar ajut a altres atacants, entre els quals Ala al-Din Imad Shah. No obstant aquest va decidir romandre neutral i de fet va afavorir a Yusuf davant el sultà, ja que sospitava que Malik Ahmad Barid es volia desfer d'aquest per incrementar el seu poder. Aïllat políticament, Malik Ahmad Barid, va veure que no podia guanyar la guerra i va fugir del front amb el sultà; la gent de Yusuf va saquejar el campament reial.
El 1514 Mahmud Shah Bahman, cansat de la tutela de Malik Ahmad Barid, va fugir a Kavel on amb el suport de Imad Shah que va mobilitzar el seu exèrcit, va avançar cap a Gulbarga, la capital de Bidar on estava Barid, que va decidir lliurar batalla i va sortir de la fortalesa. Mahmud Shah es va espantar i va decidir llavors canviar de camp, deixant a Imad Shah en una situació molt complicada, però es va poder retirar sense pèrdues greus. Mahmud Shah que va veure que no podia governar dignament, es va donar a tota mena de disbauxa i va morir poc després.
El 1524/1525 Ala al-Din es va aliar a Burhan Nizam Shah d'Ahmednagar per ocupar la fortalesa de Sholapur, que Ismail Adil Shah havia promès com a dot a la seva germana Maryam quan s'havia cast amb Burhan. Ismail va resistir el doble atac i Imad Shah es va haver de retirar.
El 1527 Amir Ali Barid va ocupar les fortaleses de Mahur i Ramgir que pertanyien a Khudawand Khan el ministre habshi de Bahadur Shah Gudjarati del Gujarat. Aquest va demanar ajut a Imad Shah que va marxar amb el seu exèrcit a la zona i va recuperar les dues fortaleses sense lluita, però llavors les va incorporar al seu territori. Això va provocar la reacció de Burhan Nizam Shah I d'Ahmednagar d'altra banda emparentat per llaços matrimonials amb la casa dels imadshàhides, i va portar a un conflicte armat entre els dos estats; Imad Shah va ocupar la fortalesa de Patri (que pertanyia a Burhan) amb el suport de Ismail Adil Shah i de Kuli Kutb Shah de Golconda; Burhan la va recuperar després d'un setge de dos mesos i la va arrasar; llavors va atacar diverses fortaleses del Berar assolant al regió.
Imad Shah, incapaç de resistir, va fugir a Burhanpur on va demanar ajut al sultà farúquida Miran Muhammad Shah I. Aquest li va concedir però Burhan va derrotar els aliats i els va arrabassar els seus canons i elefants. En venjança el farúquida va cridar en ajut a Bahadur Shah de Gujarat (1525-1537) que era el seu oncle matern. Bahadur va anar en ajut al front d'un fort exèrcit (1528) i pel camí, a Jalnapur, va concebre la idea d'apoderar-se de Berar, però Imad Shah, endevinant el seu projecte, el va reconèixer com a sobirà i va fer llegir la khutba en el seu nom, cosa que li va permetre salvar el regne; Bahadur va atacar Burhan i el va derrotar; Burhan va haver de retirar-se davant les forces Gujarat. Bahadur va entrar a Ahmednagar sense oposició i es va instal·lar al palau reial on va restar 40 dies. Burhan va intentar atacs de guerrilla contra les forces de Gujarat però va acabar demanant la pau; va prometre restituir les fortaleses ocupades i els canons i elefants que havia agafat (promesa que no va complir totalment). Imad Shah va poder tornar a la seva capital i el mateix va fer Miran Muhammad Shah I.
Estava casat amb Khadija, germana d'Ismail Adil Shah de Bijapur. Ben preparat per la tasca de governar com va demostrar amb la seva habilitat per evitar la conquesta del seu sultanat per Bahadur Shah amb una oportuna submissió. A la seva mort el va succeir el seu fill Darya Imad Shah.